# Dicranoptycha machidana
Dicranoptycha machidana là một loài ruồi trong họ Limoniidae. Chúng phân bố ở miền Cổ bắc.